# Lepthyphantes japonicus
Lepthyphantes japonicus là một loài nhện trong họ Linyphiidae.
Loài này thuộc chi Lepthyphantes. Lepthyphantes japonicus được Ryoji Oi miêu tả năm 1960.